# Joseph Bowie
Joseph Bowie (Saint Louis, 17 ottobre 1953) è un trombonista statunitense, fondatore e leader del gruppo jazz-fusion dei Defunkt.

## Biografia
È il fratello minore di altri due musicisti, il rinomato trombettista jazz d'avanguardia Lester Bowie e il sassofonista Byron Bowie. Ha cominciato la sua carriera presso alcuni collettivi musicali della sua città natale, prima al Black Artists Group, poi al Human Arts Ensemble (fondato da Charles "Bobo" Shaw) e infine nel gruppo jazz Ethnic Heritage Ensemble. In seguito si è dedicato ad altri progetti rhythm and blues insieme al sassofonista no wave James Chance.
Verso la fine degli anni 70 è stato il fondatore del gruppo Defunkt, il cui sound combina diversi elementi di jazz-fusion e punk rock e con il quale suonerà per i tre decenni successivi.
Dopo un periodo di tossicodipendenza negli anni ottanta Bowie ha scoperto e abbracciato il buddhismo. Ha inoltre creato un progetto parallelo ai Defunkt, i Kosen-Rufu. Dal 2003 si è trasferito a Gorinchem, nei Paesi Bassi, dove suona con diversi gruppi.

## Discografia

### Defunkt
- Heroes (1990)

### Con Frank Lowe
- The Flam (1975)